# Râul Scărișoara, Motru
Râul Scărișoara este un curs de apă, afluent al râului Motru. 